# Михайленко, Марина Юрьевна
Марина Юрьевна Михайленко (укр. Марина Юріївна Михайленко; род. 9 августа 1975, Баку, Азербайджанская ССР) — украинский дипломат. Чрезвычайный и Полномочный Посол Украины в Португалии (с 2023).

## Биография
Родилась 9 августа 1975 года в Баку. В 1997 году окончила Институт международных отношений Киевского государственного университета имени Т. Шевченко, специалист по международным экономическим отношениям, референт-переводчик с французского языка. Кандидат исторических наук (2020), тема диссертации: «Государственная политика национальной консолидации Королевства Италия (1861—1896 гг.)». Владеет английским и итальянским языками.
С апреля 1997 по декабрь 1998 года — атташе, третий секретарь отдела Ближнего и Среднего Востока управления АТР, БСС и Африки МИД Украины.
С декабря 1998 по сентябрь 1999 года — третий, второй секретарь — помощник заместителя министра иностранных дел.
С сентября 1999 по июнь 2001 года — старший консультант, главный консультант Управления по вопросам внешней политики Администрации Президента Украины.
С июня 2001 по март 2003 года — первый секретарь посольства Украины в Италии.
С марта 2003 по июнь 2004 года — заведующий отделом Главного управления по вопросам внешней политики Администрации Президента Украины.
С июня 2004 по август 2008 года — советник Посольства Украины в Итальянской Республике.
С октября 2008 по январь 2013 года — начальник отдела анализа международных отношений Украины, заместитель директора Департамента — начальник отдела политико-безопасности инициатив Департамента политики и безопасности МИД Украины.
С января 2013 по август 2014 года — советник-посланник посольстве Украины в Италии.
С августа по сентябрь 2014 года —директор Второго Европейского департамента МИД Украины. Была в составе официальной украинской делегации на 70-й Генассамблее ООН, где делегацию возглавлял министр Павел Климкин.
С сентября 2014 по июль 2019 года — заместитель руководителя Главного департамента внешней политики и европейской интеграции — руководитель Департамента внешней политики Администрации Президента Украины.
С июля 2019 по май 2023 года — Директор департамента ЕС и НАТО Министерства иностранных дел Украины.
21 февраля 2023 года — Чрезвычайный и Полномочный Посол Украины в Португальской Республике.
10 мая 2023 года — вручила копии верительных грамот Генеральному секретарю МИД Португалии Франциску Рибейру Теллеш и была принята заместителем руководителя Государственного протокола МИД Португалии Жозе Карлош Рейш Арсениу.
11 мая 2023 года — вручила верительные грамоты Президенту Португальской Республики Марселу Ребелу де Соузе.

## Семья
Отец — генерал-майор Михайленко Юрий Васильевич, после отставки работал в КГГА, занимался организацией Управления по чрезвычайным ситуациям, позже возглавлял «Киевпарксервис». Награждён медалью «За возвращение Крыма» МО России.
Муж — Климкин Павел Анатольевич, Министр иностранных дел Украины.